# Stara Muszyna
Stara Maszyna ( dawna osada ) peryferyjna część miasta ( Trzebinia Siersza ) Trzebinia, w powiecie chrzanowskim, w województwie małopolskim. Znajduje się w północno-zachodniej części miasta, przy granicy z Jaworznem. Główna ulica osiedla też nosi nazwę Stara Maszyna. Nazwa pochodzi od pierwszej pompy parowej zastosowanej do odwadniania istniejącej kopalni węgla " Albrecht " przy rzece Kozi Bród . Później pompa została przeniesiona do kopalni " Izabela "

## Historia
Do 1934 przysiółek Ciężkowic (stanowiących gminę jednostkową), a w latach 1934–1954 w składzie gromady Ciężkowice w gminie Szczakowa w powiecie chrzanowskim w woj. krakowskim.
Podczas II wojny światowej włączona do III Rzeszy. Po wojnie ponownie w gminie Szczakowa.
W związku z reformą znoszącą gminy jesienią 1954 roku, Starą Maszynę włączono do nowo utworzonej gromady Siersza, która 1 stycznia 1958 otrzymała status osiedla, a 1 stycznia 1969 (wraz ze Starą Maszyną) została włączona do Trzebini;